# Il conte di Montecristo (serie animata)
Il conte di Montecristo (巌窟王?, Gankutsu-ō, lett. "Il sovrano della caverna") è un anime basato sul romanzo d'appendice francese scritto da Alexandre Dumas padre, Il conte di Montecristo. La serie è stata serializzata in 24 episodi prodotti dallo studio Gonzo, con la regia di Mahiro Maeda, che sono stati trasmessi in Giappone e in varie parti dell'Asia e del Sud America. Inoltre, a partire dal maggio 2005 ne è stato pubblicato da Kōdansha anche un adattamento manga.
In Italia, l'anime è stato distribuito da Yamato Video in 6 DVD col titolo "Il conte di Montecristo", anche se, in occasione dello speciale "AnimeWeek" del 2006, ne era stato trasmesso da MTV il primo episodio in lingua originale con sottotitoli in italiano.
È stato trasmesso a partire dal 1º luglio 2010 su Man-ga, canale 149 (dal 2018 133) di Sky.

## Ambientazione
Diversamente dal romanzo originale di Dumas, che è ambientato nel XIX secolo, questa versione animata si svolge nel lontano futuro dell'anno 5053 e vi inserisce elementi fantascientifici, come gli alieni e i viaggi interplanetari.
Nonostante questo, vengono conservati molti degli elementi originari, in particolare per quanto riguarda l'organizzazione sociale in classi, tipica della Francia di quel periodo, con particolare attenzione all'alta e ricca nobiltà. Ecco allora che il carnevale di Roma si svolge sulla luna, dove però ci si sposta con carrozze e i costumi sono identici a quelli tradizionalmente associati all'evento italiano: il vestiario in particolare è, in tutta la serie, ripreso pari pari da quello del '800 con qualche aggiunta da tempi più recenti.
Caratteristica, poi, è la residenza a Parigi del Conte: entrati in una normale villa ottocentesca, all'interno vi è una pedana che in realtà è un ascensore da cui può scendere in una caverna profondissima e tanto ampia da farne apparire la volta come un cielo che gli invitati apprezzano come effetto speciale.
A coronare questa dicotomia passato-futuro ed accrescere il "senso di '800", ogni episodio inizia con un breve riassunto in lingua francese.

## Trama
La trama rispecchia a grandi linee quella del celebre romanzo, si assiste cioè alla vendetta da parte del protagonista che si fa chiamare il Conte di Montecristo. L'uomo anni prima era stato vittima di un piano architettato da tre persone che lui considerava amiche, Morcerf, Danglars e Villefort per sottrargli la fidanzata del tempo Mercédès e condannarlo a vita nella prigione chiamata Château d'If.
L'uomo dopo tanti anni di prigionia sull'orlo della morte e della pazzia stringe un patto, non con l'abate Faria come nel romanzo originale, ma con il demone Gankutsuou: permette che il demone si impossessi del suo corpo in cambio della possibilità di ottenere una terribile vendetta. Evade ed entra in possesso di un'immensa fortuna non calcolabile umanamente; durante il suo viaggio nello spazio alla ricerca di validi alleati trova tra gli altri Haydée, una giovane principessa che nutre il suo stesso odio verso Morcerf, reo di aver tradito e fatto uccidere il padre e di averla ridotta in schiavitù.
A questo punto il conte di Montecristo decide di mettere in atto una vendetta quasi teatrale dove coinvolge il figlio del suo acerrimo nemico facendolo affezionare a lui. In realtà il conte non mostra alcuna pietà verso il ragazzo o gli altri membri della famiglia e neppure per l'amata di un tempo Mercédès de Morcerf.

## Personaggi

### Montecristo
Conte di Montecristo (Edmond Dantès) (モンテ・クリスト伯爵?, Monte Kurisuto Hakushaku)
Protagonista della storia, è un misterioso nobile che vive nel lusso ed è conosciuto da tutti sotto il nome del Conte di Montecristo. Nutre un profondo desiderio di vendetta e per ottenerla avvicina e diventa amico di Albert de Morcerf sulla Luna. La sua vera identità è quella di Edmond Dantès, un marinaio che lavorava per l'armatore Morrel e che fu imprigionato sotto false accuse nel Château d'If. Lì incontrò il demone Gankutsuou (conosciuto come Il re della caverna nell'adattamento inglese di Animax) a cui permise di possederlo in cambio della forza e dei mezzi per poter perpetrare la propria vendetta. A causa di questa possessione, il suo corpo come Conte possiede una perenne apparenza cristallina che ne lascia intravedere le ossa e gli organi interni, mentre la sua mente diventa sempre più manovrata dal demone. Doppiato da Jouji Nakata (giapponese), Raffaele Farina (italiano).
Haydée (エデ?, Ede)
Una delicata bellezza, abile suonatrice d'arpa ed amica di Edmond. Ex principessa del pianeta di Janina, fu venduta come schiava quando suo padre fu tradito ed ucciso da un alleato politico. Haydée fu poi salvata dal Conte e forti sentimenti la legano a lui. Lei spera di salvarlo dal desiderio di vendetta che gli consuma la vita. Doppiata da Akiko Yajima (giapponese), Elisabetta Spinelli (italiano).
Giovanni Bertuccio (ベルッチオ?, Berucchio)
Bertuccio è uno dei bracci destri del Conte, di cui è anche guardia del corpo. Doppiato da Kouji Ishii (giapponese), Alessandro Maria D'Errico (italiano).
Baptistin (バティスタン?, Batisutan)
Baptistin è l'altro braccio destro del Conte con cui occasionalmente si allena, essendo un abile schermidore. Doppiato da Nobuo Nobita (giapponese), Gianluca Iacono (italiano).
Ali (アリ?, Ari)
Ali è il servitore alieno e muto del Conte. È dotato di poteri extrasensoriali come la telecinesi e la capacità di controllare gli animali. In un'occasione si trova a salvare la vita al Conte.
Peppo (ペッポ?, Beppo)
È un travestito che per ordine del bandito Vampa seduce e rapisce Albert de Morcerf durante il Carnevale su Luna. In seguito viene assunto come domestico nella casa parigina dei Morcerf. Segretamente innamorato di Albert, ha in realtà il compito di sorvegliarlo e di riferire i suoi spostamenti al Conte. Alla fine della storia, invece di ritornare nella banda del suo vecchio capo Vampa, trova lavoro come modella. Doppiata da Mai Nakahara (giapponese), Patrizia Mottola (italiano).
Marchese Andrea Cavalcanti (アンドレア・カヴァルカンティ（侯爵）?, Andorea Kavarukanti (Kōshaku))
Cavalcanti è un criminale italiano noto al Conte, che lo salva dall'esecuzione, gli fornisce denaro e lo introduce nella società parigina facendolo passare per un nobile. Furbo, volgare e con inclinazioni perverse, fa sfoggio della propria ricchezza per rendersi noto a Parigi. Dopo aver conosciuto Jullian Danglars, diventa fidanzato della figlia Eugénie al posto di Albert de Morcerf, ma al matrimonio viene arrestato per una macchinazione ordita dal Conte. È in realtà il frutto della relazione tra Gerard Villefort e Victoria Danglars, sepolto vivo appena nato e salvato da un servitore. Doppiato da Tomokazu Seki (giapponese), Gabriele Calindri (italiano).

### Morcerf
Generale Fernand de Morcerf (Fernand Mondego) (モルセール将軍／フェルナン・モンデゴ?, Morusēru Shōgun/Ferunan Mondego)
Marito di Mercédès e padre di Albert, Fernand è un generale dell'esercito di Parigi e il candidato principale alle elezioni presidenziali francesi. Anche se da tutti è considerato un eroe, Fernand si è in realtà reso colpevole di pratiche non etiche tra le quali l'assassinio del Re di Janina e la riduzione in schiavitù della consorte e della figlia, senza contare che ha comprato il suo titolo nobiliare. In passato, quando ancora usava il suo vero nome, Fernand Mondego, era amico Edmond Dantès ma divenne il suo peggior nemico quando con false accuse gli rubò l'amore di Mercédès. Doppiato da Jūrōta Kosugi (giapponese), Ivo De Palma (italiano).
Mercédès de Morcerf (Mercédès Herrera) (メルセデス?, Merusedesu)
Ex fidanzata di Edmond Dantès, Mercédès sposò il suo amico di infanzia Fernand Mondego dopo aver saputo della morte di Edmond allo Château d'If. Nonostante sia una moglie devota ed una buona madre, Mercédès nutre ancora profondi sentimenti per Edmond. Ha subito dei sospetti sulla vera identità del Conte ed è per questo preoccupata che sia tornato per distruggere la sua vita familiare. Doppiata da Kikuko Inoue (giapponese), Dania Cericola (italiano).
Visconte Albert de Morcerf (アルベール・ド・モルセール子爵?, Arubēru Do Morusēru Shishaku)
Spensierato quindicenne e co-protagonista della storia, Albert incontra il Conte durante una vacanza sulla colonia lunare Luna. Attratto dalla sicurezza, eccentricità e dal magnetismo del Conte, Albert viene da lui usato come strumento per introdursi nell'alta società parigina. il suo difetto peggiore è l'ingenuità, che lo rende cieco di fronte ai difetti degli altri ed alle loro vere intenzioni. Nonostante questo la sua purezza di spirito penetra i cuori delle persone che lo circondano. Doppiato da Jun Fukuyama (giapponese), Davide Perino (italiano).

### Danglars
Barone Jullian Danglars (ダングラール男爵?, Dangurāru Danshaku)
Danglars è il più ricco banchiere di Francia e ricerca la ricchezza sopra ogni altra cosa, spesso calpestando i sentimenti di chi gli sta accanto per raggiungere i suoi scopi, al punto da considerare il matrimonio tra sua figlia Eugénie e Andrea Cavalcanti un ulteriore modo per arricchirsi e guadagnare prestigio. Sfruttandone l'avidità, il Conte lo persuade ad aprire un conto concedendogli un credito illimitato, è infatti una delle persone di cui vuole vendicarsi essendo stato proprio Danglars a insinuare nella mente dell'amico di una volta Fernand Mondego il desiderio di Mercédès, l'allora compagna di Edmond. Doppiato da Shinpachi Tsuji (giapponese), Sergio Romanò (italiano).
Victoria de Danglars (ビクトリア?, Bikutoria)
È la moglie di Jullian Danglars, nota per essere molto diretta e determinata nel raggiungere i propri scopi. Ha avuto diversi amanti fuori dal matrimonio tra cui Lucien Debray, un amico di Albert de Morcerf e Andrea Cavalcanti, ignorando che si trattava del proprio figlio. Ha una colpa segreta: un vecchio rapporto con Gerard di Villefort dal quale è nato Andrea Cavalcanti, che i due amanti credono erroneamente di avere ucciso.
Eugénie de Danglars (ユージェニー?, Yūjenī)
Eugénie è l'amica di infanzia di Franz d'Epinay ed Albert de Morcerf, con cui è fidanzata. Inizialmente appare scontenta del fidanzamento (combinato dai genitori) e spesso agisce in modo freddo nei confronti del promesso sposo, ma col passare del tempo gli si affeziona fino ad innamorarsene. Soffre per le sorti dei genitori, non condivide mai le loro scelte diventando quasi una ribelle, si sente da loro abbandonata. Sa degli amanti di sua madre e questo la infastidisce, anche perché sono spesso ragazzi che conosce. Suona il pianoforte e studia per diventare una pianista professionista. Doppiata da Chie Nakamura (giapponese), Sonia Mazza (italiano).

### Villefort
Procuratore Generale Gerard di Villefort (ヴィルフォール首席判事?, Virufōru Shuseki Hanji)
Gérard è il giudice più importante di Parigi ed è considerato come un membro dell'élite della società. È noto per essere rigoroso nelle sue sentenze, aspetto che gli si ritorcerà contro. Anche se conduce il lavoro giudiziario con pugno di ferro, è in realtà molto passivo e molto critico con sé stesso. Nonostante questo, per difendere il proprio onore e diffamare il lavoro svolto dall'odiato padre, Noirtier, condannò Edmond alla prigione anche se innocente. Vedovo della prima moglie da diversi anni, si è risposato con Héloïse. Ha avuto una storia con la signora Danglars da cui è nato un figlio segreto, Andrea Cavalcanti. Doppiato da Yousuke Akimoto (giapponese), Antonio Paiola (italiano).
Valentine di Villefort (ヴァランティーヌ?, Varantīnu)
Valentine, la figlia di primo letto di Gerard di Villefort, è una ragazza gentile e di buon cuore ma con un carattere fragile ed introverso e con una salute cagionevole. Anche se appare in buoni rapporti con il padre, è maggiormente attaccata a suo nonno Noirtier. È formalmente fidanzata con Franz d'Epinay, ma non sembra provare per lui alcun sentimento, preferendogli la compagnia di Maximilien Morrel che però, essendo un semplice soldato, è inviso al padre della ragazza. Essendo ereditiera del patrimonio di Villefort, è profondamente odiata dalla matrigna Héloïse, che nel corso della serie tenta di avvelenarla. Doppiata da Junko Miura (giapponese), Benedetta Ponticelli (italiano).
Héloïse de Villefort (エロイーズ?, Eroīzu)
Héloïse è la seconda moglie di Gerard di Villefort e la matrigna di Valentine verso la quale è molto fredda visto che erediterà tutti i beni del padre senza lasciare nulla per suo figlio Edouard. Ha l'hobby del giardinaggio che svolge in una serra privata ed è affascinata dalla tossicologia, al punto da coltivare diverse piante velenose. È segretamente infatuata del Conte che, nei suoi piani di vendetta, le consiglierà di avvelenare l'odiata figliastra, stratagemma che però le si ritorcerà contro. Doppiata da Junko Miura (giapponese), Donatella Fanfani (italiano).
Edouard de Villefort (エドワール?, Edowāru)
Figlio di Gérard e di Héloïse. È un bambino viziato e sua madre spera che un giorno erediti tutti i beni di Gerard di Villefort. Doppiato da Noriko Kitou (giapponese), Jolanda Granato (italiano).
Noirtier de Villefort (ノワルティエ老?, Nowarutie-Rō)
Noirtier è il padre di Gerard di Villefort, ma tra i due vi è un rapporto antagonistico. Fu un alto ufficiale del governo francese ma a causa di un ictus rimase paralizzato e muto. È l'oggetto delle attente e premurose cure della nipote Valentine e per questo cerca di aiutarla il più possibile, nonostante le sue condizioni. Doppiato da Gianni Mantesi (italiano).

### Altri
Barone Franz d'Epinay (フランツ・デピネー男爵?, Furantsu Depinē Danshaku)
È il miglior amico di Albert de Morcerf e lo ha accompagnato al Carnevale su Luna. È più maturo e previdente dell'amico, mettendolo spesso in guardia contro le intenzioni del Conte ma rimanendo sempre inascoltato. Tiene molto all'amico e darà la vita per salvarlo. Doppiato da Daisuke Hirakawa (giapponese), Massimo Di Benedetto (italiano).
Maximilien Morrel (マクシミリアン・モレル?, Makushimirian Moreru)
Un militare innamorato di Valentine di Villefort e figlio dell'armatore per cui lavorava Edmond Dantès. Anche se socialmente impacciato è forte, coraggioso ed onesto. Doppiato da Tetsu Inada (giapponese), Luca Semeraro (italiano).
Lucien Debray (リュシアン・ドプレー?, Ryushian Dopurē)
Lucien è amico di Albert de Morcerf e Franz d'Epinay. Lavora come segretario nel governo francese. Carismatico e sicuro di sé, è molto affabile con le donne e non nasconde la sua storia con la signora Danglars. Nonostante questo, avendo diversi importanti collegamenti con membri del governo, è il favorito di Jullian Danglars. Doppiato da Jin Domon (giapponese), Luigi Rosa (italiano).
Robert Beauchamp (ボーシャン?, Bōshan)
Amico di Albert de Morcerf e Franz d'Epinay, lavora come giornalista presso un quotidiano francese. Lo si vede spesso in compagnia di Lucien Debray.
Raoul de Château-Renaud (ラウル・ド・シャトー＝ルノー（ルノー）?, Rauru Do Shatō-Runō)
Amico di Albert de Morcerf e Franz d'Epinay, è stato un soldato durante la precedente guerra in cui fu salvato da Maximilien Morrel, che in seguito lo introduce nel gruppo di amici. È una persona molto aperta e loquace ed un amante delle automobili antiche ma con un ruolo molto marginale nella storia. Doppiato da MIKI (giapponese), Renato Novara (italiano).
Luigi Vampa (ルイギヴァンパ?, Ruigi Vanpa)
È il famigerato leader di un gruppo di banditi su Luna e il mandante del rapimento di Albert de Morcerf all'inizio della storia. Doppiato da Gianni Gaude (italiano).
Gaspard Caderousse (カドルッス?, Kadorussu)
È un ubriacone che faceva parte dello stesso equipaggio di Edmond Dantès e Jullian Danglars. Ha partecipato indirettamente al complotto per mandare Edmond allo Château d'If. Doppiato da Nobuo Tobita (giapponese), Mario Scarabelli (italiano).

### I 7 Peccati Capitali
Esiste una corrispondenza tra i nemici di Edmond Dantés e i sette peccati (o vizi) capitali:
Superbia
Fernand Mondego (Generale Fernand de Morcerf). Frustrata l'ambizione alla presidenza del Paese, tenta un colpo di stato.
Accidia
Mercédès Herrera (Mercédès de Morcerf). Persa la speranza di veder tornare Edmond Dantès, si perde d'animo e si lascia guidare dagli altri e dagli eventi, permanendo in uno stato di malinconia.
Avarizia
Barone Jullian Danglars. Avido oltre ogni dire, sottomette tutto alla sua sete di denaro, al punto di usare la propria moglie come moneta di scambio di favori.
Lussuria
Victoria de Danglars. Ironicamente, l'ultimo di una serie di amanti, tra cui amici della figlia, è il sedicente Marchese Andrea Cavalcanti, ossia il proprio figlio creduto morto alla nascita.
Ira
Procuratore Generale Gerard di Villefort. Insofferente, inviso alla popolazione per la sua intransigenza come giudice, che sconfina con l'eccesso di pena.
Invidia
Héloïse di Villefort. Seconda moglie di Gerard di Villefort, tenta di liberarsi del resto della famiglia per ottenerne i beni in eredità per sé e suo figlio, altrimenti escluso.
Gola
Gaspard Caderousse. La sua passione smodata per il bere e il cibo lo inchioda alla propria miseranda vita, diversamente dagli altri congiurati che lavorando sul vantaggio iniziale si affermano nella società (pur se in modo distorto e disonesto).

## Edizioni
| Paese         | Titolo                                | Distributore         |
| ------------- | ------------------------------------- | -------------------- |
| Giappone      | Gankutsuō (巌窟王?)                   | Animax, TV Asahi     |
| Italia        | Il conte di Montecristo               | Yamato video, Man-ga |
| Singapore     | -                                     | Animax               |
| India         | -                                     | Animax               |
| Thailandia    | -                                     | Animax               |
| Indonesia     | -                                     | Animax               |
| Romania       | Contele de Monte Cristo               | Animax               |
| Messico       | El Conde de Monte Cristo              | Animax               |
| Venezuela     | El Conde de Monte Cristo              | Animax               |
| Argentina     | El Conde de Monte Cristo              | Animax               |
| Corea del Sud | 몬테 크리스토                         | Animax               |
| Brasile       | O Conde de Monte Cristo               | Animax               |
| Filippine     | -                                     | Animax, Hero TV      |
| Stati Uniti   | Gankutsuou: The Count of Monte Cristo | ImaginAsian TV       |

## Doppiaggio
| Personaggio                            | Doppiatore originale | Doppiatore italiano       |
| -------------------------------------- | -------------------- | ------------------------- |
| Il conte di Montecristo/ Edmond Dantès | Jouji Nakata         | Raffaele Farina           |
| Albert de Morcerf                      | Jun Fukuyama         | Davide Perino             |
| Franz d'Epinay                         | Daisuke Hirakawa     | Massimo Di Benedetto      |
| Eugénie de Danglars                    | Chie Nakamura        | Sonia Mazza               |
| Peppo                                  | Mai Nakahara         | Patrizia Mottola          |
| Fernand de Morcerf                     | Jūrōta Kosugi        | Ivo De Palma              |
| Mercédès de Morcerf                    | Kikuko Inoue         | Dania Cericola            |
| Haydée                                 | Akiko Yajima         | Elisabetta Spinelli       |
| Valentine De Villefort                 | Junko Miura          | Benedetta Ponticelli      |
| Maximilien Morrel                      | Tetsu Inada          | Luca Semeraro             |
| Lucien Debray                          | Jin Domon            | Luigi Rosa                |
| Raoul De Chateau-Renaud                | MIKI                 | Renato Novara             |
| Beauchamp                              | Tetsu Shiratori      | Lorenzo Scattorin         |
| Andrea Cavalcanti                      | Tomokazu Seki        | Gabriele Calindri         |
| Jullian Danglars                       | Shinpachi Tsuji      | Sergio Romanò             |
| Victoria de Danglars                   | Naoko Matsui         | Valeria Falcinelli        |
| Gerard di Villefort                    | Yosuke Akimoto       | Antonio Paiola            |
| Héloïse de Villefort                   | Junko Miura          | Donatella Fanfani         |
| Giovanni Bertuccio                     | Kouji Ishii          | Alessandro Maria D'Errico |
| Baptistin                              | Nobuo Tobita         | Gianluca Iacono           |
| Edouard de Villefort                   | Noriko Kitou         | Jolanda Granato           |
| Gaspard Caderousse                     | Nobuo Tobita         | Mario Scarabelli          |
| Marchesa G                             | Rio Natsuki          | Elda Olivieri             |
| Teresa                                 |                      | Marina Thovez             |
| Luigi Vampa                            |                      | Gianni Gaude              |
| Beauville                              |                      | Oliviero Corbetta         |
| Barrois                                |                      | Riccardo Rovatti          |
| Noirtier                               |                      | Gianni Mantesi            |
| Voce narrante                          |                      | Charles Marc Laager       |

## Sigle
(Sigla di chiusura)
Sigla iniziale
We Were Lovers ("Noi eravamo amanti")
- Testo e performance di Jean-Jacques Burnel degli Stranglers
- Arrangiamento di Jean-Jacques Burnel e Loule Nicastro

Basata sull'originale composizione di Fryderyk Chopin, Studio op. 10 n. 3 (Chopin) (Tristesse / tristezza). La canzone viene animata in bianco e nero con tratti quasi schematizzati simili ad abbozzi, tanto che si ha l'impressione di leggere il romanzo.
Sigla finale
You Won't See Me Coming ("Non mi vedrai arrivare")
- Testo e performance di Jean-Jacques Burnel
- Arrangiamento di Jean-Jacques Burnel e Loule Nicastro.

L'animazione è agli antipodi della sigla iniziale, ma sempre correlata al tipo di musica, qui molto più ritmata. Si assiste ad un cambio di immagini, veloce frenetico, nelle quali viene messa in risalto la figura del conte.

## Trailer
Il trailer che doveva lanciare l'anime è stato emesso prima del completamento dello stesso, appaiono quindi scene mai viste nell'anime e alcuni personaggi sono più somiglianti alle descrizioni del romanzo.

## Scelte stilistiche
Innovazione e caratteristica di questo anime è una particolare tecnica di disegno in cui su ogni vestito appaiono delle trame e dei disegni che si muovono in maniera irregolare rispetto alle movenze del personaggio che indossa la veste.
Dal punto di vista tecnico, inoltre, la serie fa uso di uno stile visivo inusuale che utilizza texture computerizzate unite ad animazione digitale e sfondi spesso animati in 3D.
La serie, infine, si abbellisce di varie componenti musicali di musica classica, tra le quali diverse opere di Čajkovskij, l'opera Lucia di Lammermoor di Donizetti e il Concerto per pianoforte e orchestra n. 2 di Rachmaninoff.

## Critica
Il conte di Montecristo è stato insignito nel Nord America di diversi riconoscimenti ufficiali, coi quali è stato riconosciuto come miglior prodotto dell'anno.